# Santa Sofia a via Boccea (titre cardinalice)
Le titre cardinalice de Santa Sofia a Via Boccea (Sainte Sophie à via Boccea) est érigé par le pape Jean-Paul II le 25 mai 1985 et rattaché à l'église homonyme à Rome. Il n'a, depuis sa création, été attribué qu'à des prélats de l'Église grecque-catholique ukrainienne. 

## Titulaires
- Myroslav Ivan Lubachivsky (1985-2000)
- Lubomyr Husar (2001-2017)
- Mykola Bytchok (depuis 2024)